# Список об'єктів Світової спадщини ЮНЕСКО в Андоррі
У списку об'єктів Світової спадщини ЮНЕСКО в Андоррі налічується 1 найменування (станом на 2023 рік).

## Пояснення до списку
У таблицях нижче об'єкти розташовані у хронологічному порядку їх додавання до списку Світової спадщини ЮНЕСКО.
Кольорами у списку позначено:
На мапах кожному об'єкту відповідає червона позначка ().

## Список
У цій таблиці об'єкти розташовані в порядку їх додавання до списку Світової спадщини ЮНЕСКО.
| № | Зображення | Назва                                                               | Місцеположення                                                                                          | Час створення | Час внесення до списку            | №    | Критерії |
| - | ---------- | ------------------------------------------------------------------- | --- | ------------- | --------------------------------- | ---- | -------- |
| 1 |            | Долина Мадріу-Перафіта-Кларор (англ. Madriu-Perafita-Claror Valley) | Андорра Входить до складу паррокій Енкамп, Андорра-ла-Велья, Сант-Жулія-де-Лорія та Ескальдес-Енгордань | XIII століття | 2004 (незначні зміни у 2006 році) | 1160 | v        |

## Нематеріальні об'єкти
| №  | Зображення | Назва                                        | Час внесення до списку | №    |
| -- | ---------- | -------------------------------------------- | ---------------------- | ---- |
| 1' |            | Свято вогню літнього сонцестояння в Піренеях | 2015                   | 1073 |
| '2 |            | Ведмежі гуляння в Піренеях                   | 2022                   | 1846 |

## Об'єкти, які запропоновано включити до списку
| № | Зображення | Назва                                                                      | Розташування                                                                                              | Час подачі заявки | № заявки | Критерії    |
| - | ---------- | -------------------------------------------------------------------------- | --- | ----------------- | -------- | ----------- |
| 1 |            | Будівельна спадщина будівництва держави в Піренеях: Співкнязівство Андорра | парафії Андорра-ла-Велья, Енкамп, Ескальдес-Енгордань Канільйо, Ла-Массана, Ордіно та Сант-Жулія-де-Лорія | 2021              | 6505     | (iii), (iv) |